# Ле-Шаффо-Сен-Жюрсон
Ле-Шаффо́-Сен-Жюрсо́н (фр. Le Chaffaut-Saint-Jurson, окс. Lo Chafauc e Sant Jurson) — коммуна во Франции, находится в регионе Прованс — Альпы — Лазурный Берег. Департамент коммуны — Альпы Верхнего Прованса. Входит в состав кантона Западный Динь-ле-Бен. Округ коммуны — Динь-ле-Бен.
Код INSEE коммуны — 04046.

## Население
Население коммуны на 2008 год составляло 721 человек.
| 1962 | 1968 | 1975 | 1982 | 1990 | 1999 | 2008 |
| ---- | ---- | ---- | ---- | ---- | ---- | ---- |
| 168  | 178  | 229  | 346  | 510  | 674  | 721  |

## Экономика

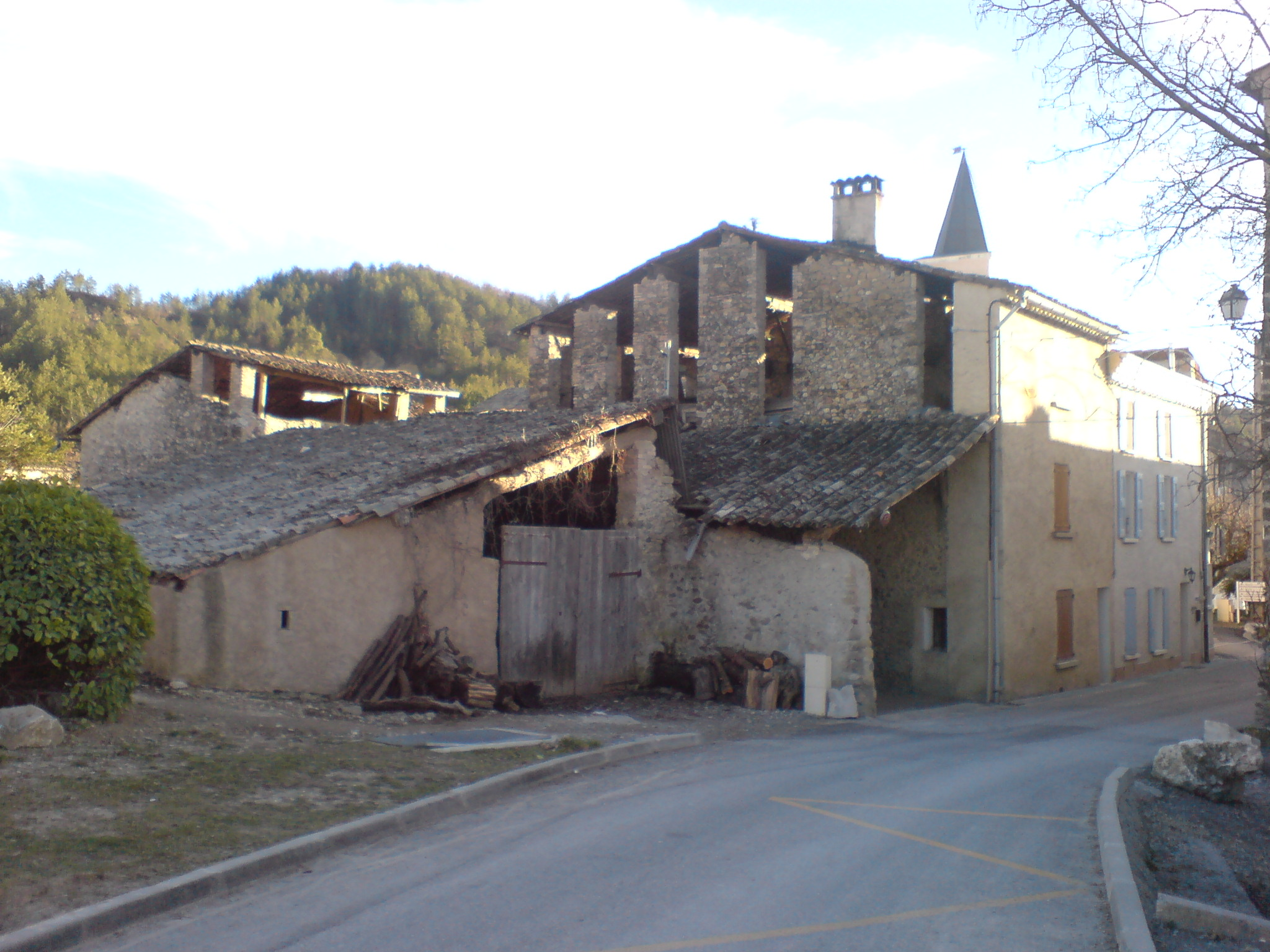

В 2007 году среди 486 человек в трудоспособном возрасте (15—64 лет) 345 были экономически активными, 141 — неактивными (показатель активности — 71,0 %, в 1999 году было 77,1 %). Из 345 активных работали 317 человек (157 мужчин и 160 женщин), безработных было 28 (16 мужчин и 12 женщин). Среди 141 неактивных 83 человека были учениками или студентами, 34 — пенсионерами, 24 были неактивными по другим причинам.

## Достопримечательности
- Замок Шаффо в стиле Людовика XIII, был завершён в 1634 году. Исторический памятник.
- Замок Гремюз (XV век)
- Приходская церковь Сен-Бартелеми (1671 год)
- Церковь Сен-Жак (XVII век)
- Церковь Лагремюз (1867 год)
- Часовня Сен-Жорж (1810 год)